# Granholmen, Kalix kommun
Granholmen är en ö och naturreservat i Kalix kommun i Norrbottens län. Ön ligger sydost om Rånön.
Området är naturskyddat sedan 1997 och är 1,1 kvadratkilometer stort. Reservatet omfattar ön som är bevuxen med granskog och lövträd vid stränderna.